# Rallus eivissensis
Espèce
Rallus eivissensis est une espèce éteinte d'oiseaux de la famille des Rallidae. 
Cette espèce était endémique de l'île d'Ibiza. Cette espèce a été décrite à partir de fossiles datant du Pléistocène supérieur jusqu'au milieu de l'Holocène retrouvés dans une grotte à Es Pouàs, sur l'île d'Ibiza. Ce râle était proche du Râle d'eau, et semble avoir dérivé de cette espèce toujours existante de nos jours. Il s'en distinguait par ses membres plus courts et plus robustes, et était légèrement plus petit. Il volait vraisemblablement très mal. Il a certainement disparu il y a entre 5 300 et 4 350 ans.

## Publication originale
- (en) Miguel McMinn, Miquel Palmer et Josep Antoni Alcover, « A new species of rail (Aves: Rallidae) from the Upper Pleistocene and Holocene of Eivissa (Pityusic Islands, western Mediterranean) », Ibis, Wiley-Blackwell, vol. 147, no 4,‎ 10 octobre 2005, p. 706-716 (ISSN 1474-919X et 0019-1019, DOI 10.1111/J.1474-919X.2005.00442.X).